# Tjeckoslovakien i olympiska vinterspelen 1964
Tjeckoslovakien deltog med 46 deltagare vid de olympiska vinterspelen 1964 i Innsbruck. Totalt vann de en bronsmedalj.

## Medaljer

### Brons
- Vlastimil Bubník, Josef Černý, Jiří Dolana, Vladimír Dzurilla, Jozef Golonka, František Gregor, Jiří Holík, Jaroslav Jiřík, Jan Klapáč, Vladimír Nadrchal, Rudolf Potsch, Stanislav Prýl, Ladislav Šmíd, Stanislav Sventek, František Tikal, Miroslav Vlach och Jaroslav Walter  - Ishockey.